# Dawyd Sałdadze
Dawyd Tenhyzowycz Sałdadze (ukr. Давид Тенгизович Салдадзе; ur. 15 lutego 1978) – ukraiński i od 2006 roku uzbecki zapaśnik w stylu klasycznym. Trzykrotny olimpijczyk. Srebrny medalista z Sydney 2000, szesnasty w Atenach 2004 w wadze 96 kg. Czternasty w Pekinie 2008 w kategorii 120 kg. 
Ośmiokrotny uczestnik mistrzostw świata, trzeci w 1998. Zdobył dwa brązowe medale mistrzostw Europy w 2002 i 2003. Brąz na igrzyskach azjatyckich w 2010 i na mistrzostwach Azji w 2008. Trzeci w Pucharze Świata w 2005. Mistrz świata juniorów w 1996 i Europy w latach 1995–98.
Jego brat Heorhij Sałdadze również był zapaśnikiem. Startował w igrzyskach w Atlancie 1996 i Sydney 2000.